# Гипотеза Гримма
Гипотеза Гримма (по имени Карла Альберта Гримма, 1 апреля 1926 – 2 января 2018) утверждает, что для каждого элемента набора последовательных составных чисел можно назначить не совпадающее с другими простое число, которое делит этот элемент. Гипотеза была опубликована в журнале American Mathematical Monthly, 76(1969), страницы 1126—1128.

## Формальное утверждение
Если все числа n + 1, n + 2, …, n + k являются составными числами, тогда имеется k различных простых числа pi, таких что pi делит n + i для 1 ≤ i ≤ k.

## Слабая версия
Более слабая, но всё равно недоказанная, версия гипотезы утверждает, что если в интервале {\displaystyle [n+1,n+k]} нет простого числа, то {\displaystyle \prod _{x\leq k}(n+x)} имеет по меньшей k различных простых делителей.